# NGC 4148
NGC 4148 este o blazar situată în constelația Câinii de Vânătoare. A fost descoperită în 7 februarie 1866 de către Heinrich Louis d'Arrest.